# Kurtaczek prążkowany
Kurtaczek prążkowany (Hydrornis elliotii) – gatunek małego ptaka z rodziny kurtaczków (Pittidae). Występuje w Azji Południowo-Wschodniej. Nie zagraża mu wyginięcie.

## Taksonomia
Gatunek opisał po raz pierwszy Émile Oustalet w roku 1874, pod nazwą Pitta elliotii (obecnie przez IOC kurtaczek prążkowany umieszczany jest w rodzaju Hydrornis). Holotyp pochodził z Kochinchiny (Wietnam). Na podstawie m.in. długiego, stopniowanego ogona, gatunek bywał umieszczany w rodzaju Eucichla. Monotypowy.

## Morfologia

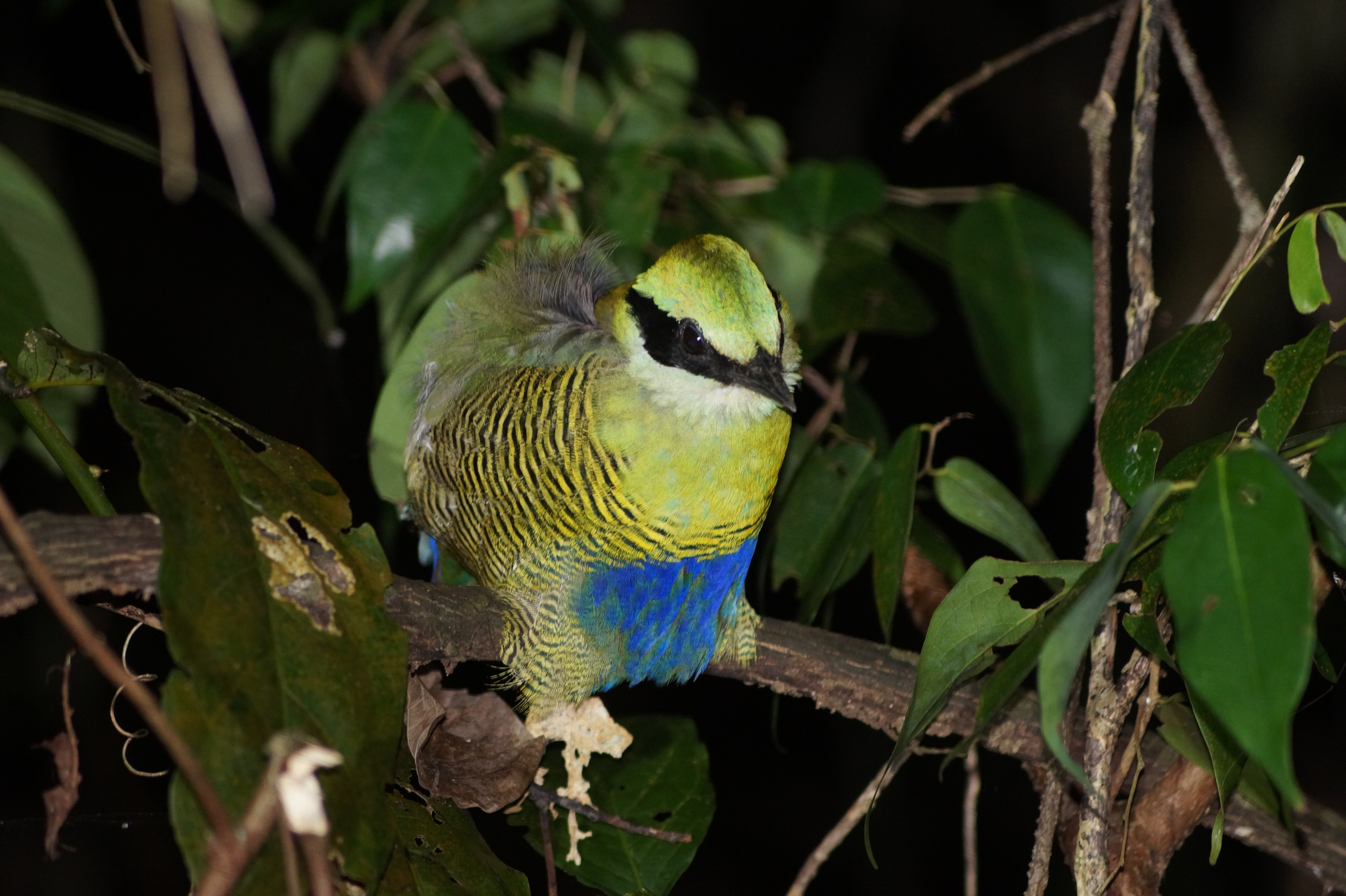
Kurtaczek prążkowany (Wietnam)

Długość ciała wynosi 19–21 cm, w oryginalnym opisie podano 17 cm. Masa ciała waha się od 85 do 97 g. Pozostałe wymiary zamieszczone w oryginalnym opisie są następujące: skrzydło 10 cm, ogon 4 cm, dziób 1 cm (wysokość 7 mm), skok 3,2 cm. U samca wierzch głowy i kark niebieskozielony. Od dzioba przez oko do karku biegnie biały pas. Wierzch ciała ciemnozielony o nieznacznie niebieskawym odcieniu. Sterówki jasnoniebieskofioletowe. Broda i gardło białe, niższa część gardła i górna część piersi zielononiebieska. Pozostała część spodu ciała pokryta żółto-czarnymi prążkami, jedynie na spodzie brzucha granatowa plama. Dziób czarny, tęczówki brązowe do ciemnobrązowych. U samicy wierzch głowy i kark płowe, brak granatowej plamy na brzuchu.

## Zasięg występowania
P. elliotii zasiedla skrajnie południowe i południowo-wschodnie obszarów Tajlandii oraz Laos, Wietnam i Kambodżę. Środowisko życia stanowią lasy wiecznie zielone i częściowo wiecznie zielone z bogatym runem, często rosnące na wapieniu; zasiedla również lasy z podszytem zdominowanym przez bambusy lub palmy. Spotyka się go na poziomie 0–800 m n.p.m.

## Pożywienie
Wśród zjadanego pokarmu odnotowano jedynie termity (Isoptera), około 2-centymetrową gąsienicę oraz nieokreślone bezkręgowce. Żeruje na ziemi w listowiu, raz obserwowano osobnika kopiącego w ziemi.

## Lęgi
Mało informacji na temat gniazdowania. Okres lęgowy trwa prawdopodobnie od kwietnia do czerwca. Gniazdo zadaszone, ma wymiary około 18 x 24 x 20 cm, posiada boczne wejście. Budulec stanowią patyki oraz liście palm, bambusów i rotangów, niekiedy same łodygi i żyłki liści. Umieszczone jest do 5 m nad ziemią. Zniesienie liczy 2–4 jaja barwy kremowej; jeżeli posiadają plamki, są barwy brązowej. Brak danych na temat inkubacji i piskląt; oba ptaki z pary karmią młode.

## Status
Przez IUCN od 2000 roku gatunek klasyfikowany jako najmniejszej troski (LC, Least Concern); wcześniej, w 1994 roku otrzymał status „bliski zagrożenia” (NT, Near Threatened). Trend liczebności populacji jest oceniany jako spadkowy.
Przed rokiem 1926 kurtaczek prążkowany był rzadki; ponieważ wiele obszarów leśnych zostało wyciętych, został uznany za zagrożonego. W roku 1988 po wyprawach ornitologicznych stwierdzono, że ten gatunek jest pospolity w Wietnamie; odnotowano go wtedy m.in. w Parku Narodowym Cúc Phương. W 1994 odnotowany także w Parku Narodowym Cát Tiên. W Tajlandii rzadki. Prawdopodobnie w wielu miejscach swojego występowania rzeczywisty status nie jest ustalony.